# Tixall
Tixall är en civil parish i Storbritannien.   Den ligger i grevskapet Staffordshire och riksdelen England, i den södra delen av landet, 190 km nordväst om huvudstaden London. Antalet invånare är 192. Arean är 10,1 kvadratkilometer.
Terrängen i Tixall är platt.